# Goélette du Saint-Laurent

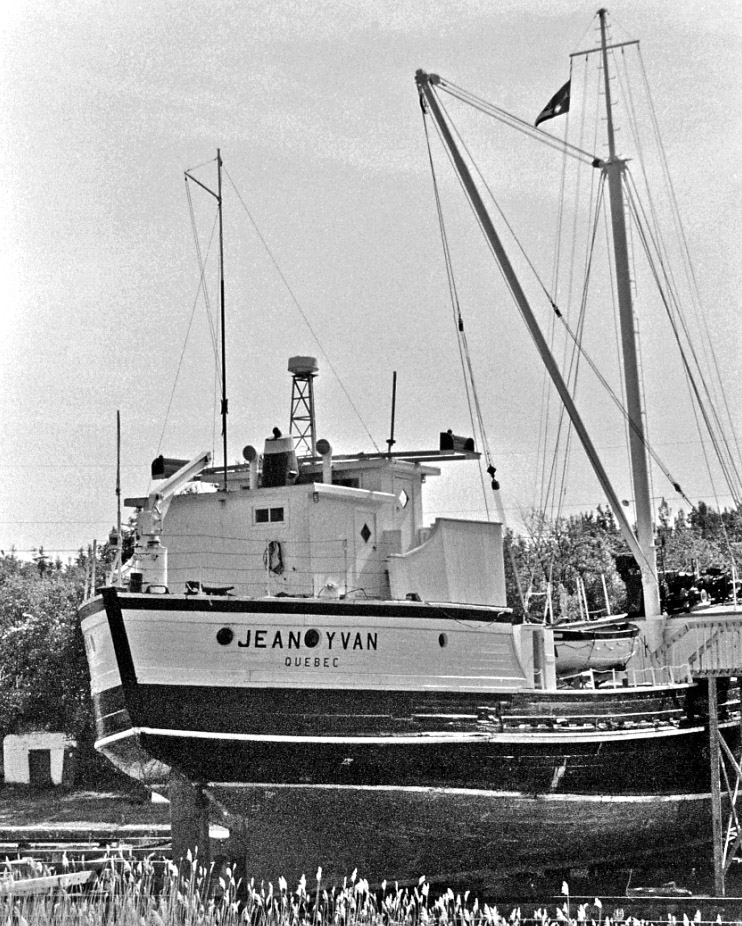
Goélette du Saint-Laurent la Jean-Yvan

La goélette du Saint-Laurent est un bâtiment de bois à voile avec un gréement de type goélette, qui a vécu de nombreuses transformations, dont la motorisation, au cours d'une période d'environ un siècle avant de disparaitre complètement du paysage du fleuve Saint-Laurent vers 1978. Utilisée essentiellement pour effectuer du cabotage sur le Saint-Laurent, la goélette du Saint-Laurent sert au transport des denrées essentielles pour les petits villages riverains. Comme ces villages ont été créés souvent pour répondre à des besoins reliés à l'exploitation des forêts, la même goélette transporte au retour les produits de cette exploitation sous forme de bois de construction et de bois de pulpe. Cependant, la présence des glaces de décembre à avril sur le Saint-Laurent oblige l'arrêt complet de ce type de navigation. De plus, le chemin de fer et surtout la modernisation du réseau routier a entrainé lentement mais sûrement le ralentissement puis l'arrêt du cabotage sur le Saint-Laurent si bien qu'en 1977, les goélettes qui restent effectuent leurs derniers voyages commerciaux.  

## Description et historique
À partir du modèle de goélette servant au transport maritime qu'on retrouve alors couramment en Nouvelle-Écosse et à Terre-Neuve, les marins et charpentiers de marine du Saint-Laurent commencent à modifier le bâtiment vers la fin du XIXe siècle, principalement en raison du problème causé par la marée. Avec une amplitude pouvant atteindre plus de 6 mètres à Québec, les goélettes hauturières à quille ont besoin d'un quai pour conserver un semblant d'équilibre à la marée basse. Or, souvent, les quais font cruellement défaut en aval de Québec. Afin de permettre une tenue stable à l'échouage, les charpentiers québécois choisissent de modifier la goélette en sacrifiant la quille et d'en faire un bateau à fond plat. Toujours équipée d'un gréement à voile typique constitué de deux mâts, le mât avant étant au début un peu plus court que le mât arrière, sa voilure est composée de deux grandes voiles auriques facile à manier pour un équipage réduit. Les marins poursuivent les modifications pour s'adapter aux qualités ainsi modifiées de leurs goélettes. Le mât avant devient plus imposant. Mais la goélette avec son fond plat perd certaines qualités dont la vitesse. L'apparition du moteur à essence a permis de motoriser en premier la chaloupe de la goélette qui peut alors remorquer cette dernière vers le quai ou une baie protégée. La propulsion à vapeur, puis à essence gagnent en puissance, certains commencent à installer dans la coque des moteurs à deux cylindres et parfois une machine à vapeur, chassant l'équipage de la chambre qui est sous le pont principal. Le moteur à essence est rapidement remplacé par le moteur diesel. Les charpentiers commencent à aménager d'abord une chambre basse sur le pont, puis, le moteur gagnant en fiabilité, on décide de retirer le mât arrière et de surélever la chambre qui protègent ainsi les couchettes et la cuisine. Les capitaines choisissent alors de se protéger eux aussi, et l'endroit le plus logique est de faire comme sur les cargos à vapeur et de bâtir une timonerie au-dessus de la chambre.

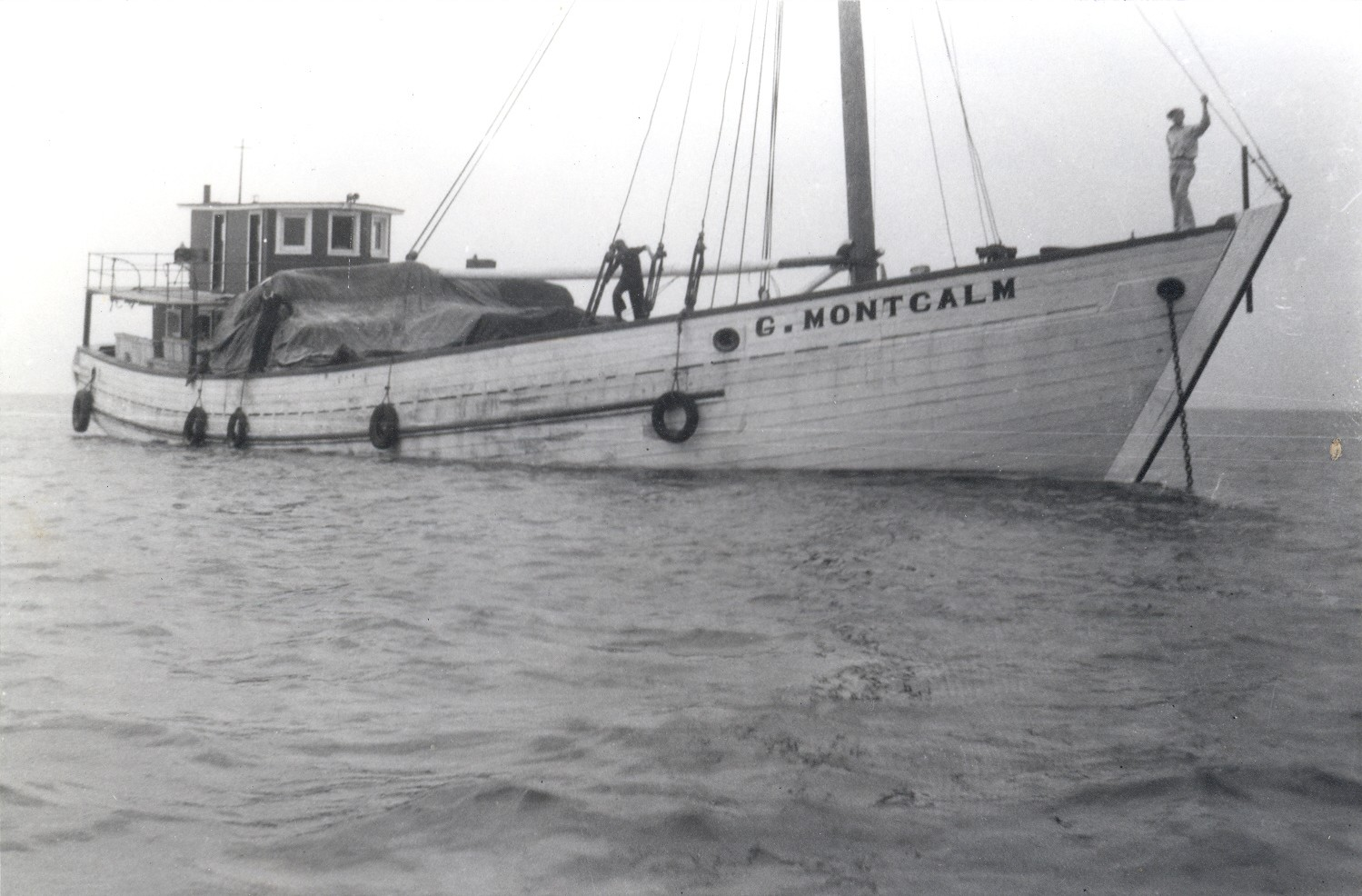
La goélette à moteur G.Montcalm, construite à Saint-Joseph-de-la-Rive en 1939.

Le mât avant perd rapidement ses dernières voiles pour devenir un mât de charge. Les dernières modifications se résument au cours des années 1940 avec l'aménagement d'un gaillard avant, protégeant la cargaison des paquets de mer et offrant du coup des logements supplémentaires. La goélette à moteur n'a qu'un seul pont, et la cale unique est accessible par deux écoutilles. Finalement, au cours des années 1950, les charpentiers de marine aménagent un véritable château arrière, à même les formes de la coque. C'est dans le comté de Charlevoix qu'il s'est bâti le plus de goélettes du Saint-Laurent. La population des régions de l’Île d’Orléans, de la rive Sud du fleuve, du Saguenay et de l’estuaire profitent également des forêts voisines pour bâtir ces goélettes que certains surnomment des « voitures d’eau ». 
La dernière goélette du Saint-Laurent, baptisée Jean-Richard, est construite à Petite-Rivière-Saint-François en 1959 par le maître charpentier Phillipe Lavoie. Sa construction est immortalisée par le cinéaste Pierre Perrault, de l'Office national du film du Canada, dans le film Le Jean-Richard. Pierre Perreault traite de la disparition des goélettes dans un autre film intitulé Les Voitures d'eau. 
En 2015, il ne reste que la Jean-Yvan et la Saint-André visibles au Musée maritime de Charlevoix et la Mont-Saint-Louis, dans un musée privé de l'Îsle aux Coudres